# ノーマン・E・ローゼンタール
ノーマン・ローゼンタール（Norman E. Rosenthal、1950年 - ）は、アメリカ合衆国の精神科医。

## 経歴
ジョージタウン医科大学教授。ワシントンD.C.で30年以上、開業。
アメリカ国立衛生研究所にフェロー、研究員、上席研究員として20年以上勤務。同研究所で、季節性情動障害（SAD）を発見しその治療法である光療法を開発。うつ病治療への貢献が評価され「アンナ・モニカ財団賞」を受賞。
「米国のベストドクター」の一人に数えられる。「米国消費者研究委員会」の「米国のトップ精神科医のガイド」にも紹介されている。100以上の学術論文がある。

## 主な著作
- 『季節性うつ病』（"Winter Blues"太田龍朗訳　1992年　講談社）　ISBN 978-4061490987
- 『超越瞑想　癒しと変容』（"Transcendence" 原田稔久訳　2013年　さくら舎）　ISBN 978-4906732449